# The American Historical Review
 The American Historical Review  (AHR) è una rivista accademica trimestrale a carattere storico ed è la pubblicazione ufficiale dell'American Historical Association. Si rivolge ad un pubblico specialistico e non, con articoli relativi alla storia di tutte le epoche e di tutti i continenti.
In particolare, si focalizza sulla storia degli Stati Uniti d'America, rispetto alla quale è stata ripetutamente definita la massima autorità a livello mondiale. Il suo Fattore di impatto è 2.188, primo nella categoria delle riviste storiche elaborata da Thomson Reuters.

## Storia

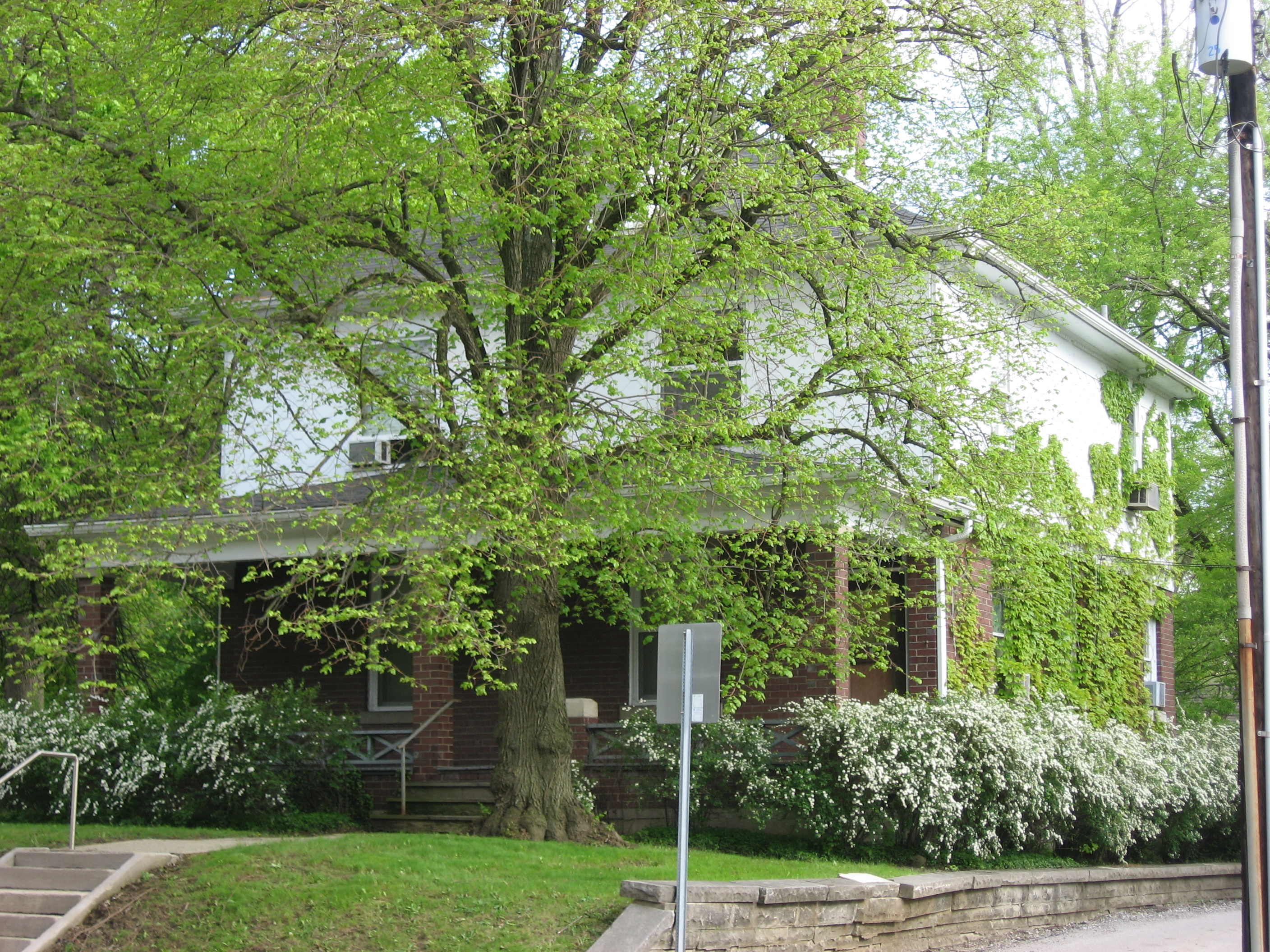
Gli uffici della sede di Bloomington, nell'Indiana

La rivista fondata nel 1885 dal dipartimento di studi storici della Cornell University e da quello dell'Università di Harvard, in base ai precedenti modelli del The English Historical Review e della francese Revue historique. L'obiettivo comune a queste pubblicazioni era la promozione degli studi storici, la raccolta e conservazione dei documenti e degli artifatti storici e la diffusione della ricerca storiografica.
La rivista era pubblicata a cadenza trimestrale nel formato di un libro di circa 400 pagine, contenente paper accademici e recensioni di monografie. Ogni anno circa 25 articoli a fronte di 1.000 recensioni di libri riuscivano ad ottenere la pubblicazione da parte del comitato editoriale della rivist, pari al 9% delle richieste.

## Il comitato editoriale
La sede è nell'Università di Bloomington nell'Indiana, dove una redazione di 12 accademici cura la selezione dei contenuti e l'impaginazione della rivista. Dal 2007 al 2012 l'AHR fu pubblicata dall'University of Chicago Press, alla quale subentrò l'Oxford University Press, attuale editore al 2019.
Il comitato editoriale di AHR è composto da studiosi in numerosi campi e sottocampi, tra i quali l'Europa medievale e moderna, Europa occidentale e orientale e Russia, Asia orientale e meridionale, America Latina, stria antica e moderna degli Stati Uniti, Medio Oriente, metodi e teoria.